# Ptérion
En anatomie, le ptérion (du grec "pteron" : aile) est une région de la face externe du squelette du crâne.

## Localisation
Le ptérion est la région de la partie antérieure de la fosse temporale correspondant à la jonction osseuse  de l'os frontal, de l'os pariétal, de la grande aile de l'os sphénoïde et de l'os temporal.(moyen mnémotechnique : Faut Pas Se Tromper).
Elle est située 3 à 4 cm au-dessus du milieu de l'arcade zygomatique et correspond habituellement à une suture en forme de "H" unissant les quatre os.
Ces os sont généralement reliés par cinq sutures crâniennes : 
- la suture sphéno-pariétale unit les os sphénoïde et pariétal,
- la suture coronale unit l'os frontal aux os sphénoïde et pariétal,
- la suture squameuse unit l'os temporal aux os sphénoïde et pariétal,
- la suture sphéno-frontale unit les os sphénoïde et frontal,
- la suture sphéno-squameuse unit les os sphénoïde et temporal.

Plus rarement, les os frontal et temporal s'articulent directement entre eux et, parfois, les quatre os se rencontrent en un seul point.
À ce niveau, le frontal est recouvert par le pariétal, qui est recouvert par le sphénoïde, qui est recouvert par le temporal.

## Aspect clinique

### Traumatisme
Le ptérion est connu comme la partie la plus faible du crâne.
La division antérieure de l'artère méningée moyenne passant sous le ptérion, un choc traumatique sur ce dernier peut rompre cette artère et provoquer un hématome extradural.
Le ptérion peut également être fracturé indirectement par des coups portés sur le dessus ou à l'arrière de la tête.

### Chirurgie
Le ptérion est un repère structurel pour l'approche neurochirurgicale des anévrismes de l'artère cérébrale moyenne.